# Distrito de Darmstadt-Dieburg
El distrito de Darmstadt-Dieburgo (en alemán: Landkreis Darmstadt-Dieburg) es un distrito rural que se encuentra en la Región administrativa de Darmstadt en el estado federal de Hesse (Alemania). Los territorios vecinos al norte del distrito de Offenbach; al este del estado federal de Baviera, los distritos denominados Aschaffenburgo y Miltenberg; al sur el distrito de Odenwald y el distrito de Bergstraße, y al oeste el distrito de Groß-Gerau. La ciudad independiente (kreisfreie Stadt) de Darmstadt tiene frontera al norte y al oeste del territorio, es además la capital del distrito.

## Geografía
El distrito tienen sus territorios en los alrededores del bosque del Odenwald. 

## Composición del distrito
(Habitantes a 31 de diciembre de 2005)
| 1. Babenhausen (16.299) 2. Dieburgo (15.262) 3. Griesheim (25.272) 4. Groß-Bieberau (4.622) 5. Groß-Umstadt (22.600) 6. Ober-Ramstadt (15.267) 7. Pfungstadt (25.013) 8. Reinheim (17.602) 9. Weiterstadt (Sitz: Riedbahn) (24.214) | 1. Alsbach-Hähnlein (Sitz: Alsbach) (9.332) 2. Bickenbach (5.394) 3. Eppertshausen (5.799) 4. Erzhausen (7.275) 5. Fischbachtal (Sitz: Niedernhausen) (2.702) 6. Groß-Zimmern (13.873) 7. Messel (3.884) 8. Modautal (Sitz: Brandau) (5.018) 9. Mühltal (Sitz: Nieder-Ramstadt) (14.007) 10. Münster (14.049) 11. Otzberg (Sitz: Lengfeld) (6.508) 12. Roßdorf (12.239) 13. Schaafheim (8.833) 14. Seeheim-Jugenheim (Sitz: Seeheim) (16.251) |